# Quercus sinuata
Quercus sinuata är en bokväxtart som beskrevs av Thomas Walter. Quercus sinuata ingår i släktet ekar, och familjen bokväxter.

## Underarter
Arten delas in i följande underarter:
- Q. s. breviloba
- Q. s. sinuata